# Associazione Calcio Monza 1941-1942
Questa voce raccoglie le informazioni riguardanti l'Associazione Calcio Monza nelle competizioni ufficiali della stagione 1941-1942.

## Stagione
La Casa del Fascio di Monza conferma alla presidenza Carlo Guffanti, alla presidenza dall'inizio della stagione precedente.

Questi conferma Angelo Piffarerio, alla guida della squadra biancorossa dalla stagione precedente, che ha il difficile compito di mettere in campo un 11 che ogni giornata è sempre più incompleto fra partenze per richiami alle armi ed infortuni.
I giocatori d'esperienza che contano più di 21 primavere sono pochissimi, solo Schiffo e Pedani rimangono a fare da "chiocce" a tanti pulcini imberbi, e la rosa viene rimpolpata dai pochi validi elementi prelevati dallo smembramento della squadra riserve e ragazzi.
Prima dell'inizio del girone di finale vengono a mancare tre importati pedine fra difesa e centrocampo: Casiraghi, Cazzaniga e Colombo E., tutti partiti per il militare.
Se il girone di andata il Monza lo ha fatto suo grazie ad un organico combattivo, il girone finale è una vera a propria catastrofe, raccogliendo su 12 giornate solo 17 reti nelle altrui porte e solo 11 punti su 24 disponibili, catastrofe causata soprattutto dalla maggior preparazione delle altre squadre in questa situazione di emergenza.
La beffa giunge all'ultima giornata del girone di ritorno perdendo la promozione contro un Codogno a cui bastavano le reti inviolate nello scontro diretto per evitare di arrivare pari a 12 punti e agguantare il quarto posto utile per il salto di categoria, che li avrebbe condannati a rimanere in Prima Divisione a causa del miglior quoziente reti dei biancorossi.
Miglior realizzatore di stagione per i biancorossi è stato il giovane Aliceto Siracusa, autore di otto reti in quattordici gare disputate.

## Rosa
| N. |                   | Ruolo | Calciatore            |
| -- | ----------------- | ----- | --------------------- |
|    | Italia (bandiera) | C     | Livio Brioschi        |
|    | Italia (bandiera) | A     | Alfredo Casiraghi     |
|    | Italia (bandiera) | D     | Ernesto Cattaneo      |
|    | Italia (bandiera) | A     | Enrico Cazzaniga      |
|    | Italia (bandiera) | C     | E. Colombo            |
|    | Italia (bandiera) | D     | Riccardo Colombo      |
|    | Italia (bandiera) | D     | Luigi Corbetta        |
|    | Italia (bandiera) | P     | Ernesto Corno         |
|    | Italia (bandiera) | A     | Mario Fossati         |
|    | Italia (bandiera) | P     | Ermenegildo Garanzini |
|    | Italia (bandiera) | C     | Virginio Ginelli      |
|    | Italia (bandiera) | C     | Vincenzo Locatelli    |
|    | Italia (bandiera) | A     | Magni                 |
|    | Italia (bandiera) | C     | Milani                |
|    | Italia (bandiera) | C     | Gaetano Monticelli    |

| N. |                   | Ruolo | Calciatore          |
| -- | ----------------- | ----- | ------------------- |
|    | Italia (bandiera) | C     | Aldo Mostacchi      |
|    | Italia (bandiera) | A     | Gino Pedani         |
|    | Italia (bandiera) | A     | Pennati             |
|    | Italia (bandiera) | A     | Giacomo Ristagno    |
|    | Italia (bandiera) | C     | Giovanni Sala (I)   |
|    | Italia (bandiera) | A     | Renzo Sala (II)     |
|    | Italia (bandiera) | C     | Costantino Salomoni |
|    | Italia (bandiera) | A     | Giuseppe Saronni    |
|    | Italia (bandiera) | A     | Gino Schiffo        |
|    | Italia (bandiera) | D     | Giuseppe Serughetti |
|    | Italia (bandiera) | A     | Aliceto Siracusa    |
|    | Italia (bandiera) | A     | Stucchi             |
|    | Italia (bandiera) | D     | Primo Tagliabue     |
|    | Italia (bandiera) | A     | Ferruccio Viganò    |

## Risultati

### Prima Divisione

#### Girone di andata
| Arbitro: | Donati (Milano) |

|                                        |           |  |
| Casiraghi 18’ Schiffo 60’ Brioschi 84’ | Marcatori |  |

| Arbitro: | Marchetti (Milano) |

|                                         |           |                      |
| Stagni 20’ Toccalli 40’ Viganò 56’, 89’ | Marcatori | 45’ (rig.) Tagliabue |

| Arbitro: | Cattaneo (Milano) |

|                |           |  |
| Colombo R. 63’ | Marcatori |  |

| 14 dicembre 1941 4ª giornata |  | – Riposo |  |  |

| Arbitro: | Lombardi (Milano) |

|                                                          |           |          |
| Cazzaniga 9’, 14’, 35’ Casiraghi 12’ Colombo R. 25’, 88’ | Marcatori | 67’ Vido |

| Arbitro: | Visentin |

|  |           |               |
|  | Marcatori | 28’ Cazzaniga |

| Arbitro: | Tasca |

|              |           |                                |
| Polenghi 61’ | Marcatori | 8’ (rig.) Schiffo 77’ Brioschi |

#### Girone di ritorno
| Arbitro: | Barbieri (Milano) |

|             |           |              |
| Fazzini 40’ | Marcatori | 1’ Cazzaniga |

| Arbitro: | Magni (Milano) |

|                                                                |           |  |
| Casiraghi 10’ Pennati 20’, 38’ Rapella 25’ (aut.) Siracusa 42’ | Marcatori |  |

| Arbitro: | Bandini (Milano) |

|  |           |             |
|  | Marcatori | 3’ Brioschi |

| 22 febbraio 1942 11ª giornata |  | – Riposo |  |  |

| Arbitro: | Fofani |

|             |           |  |
| Felloni 75’ | Marcatori |  |

| Arbitro: | Colombo (Legnano) |

|                          |           |            |
| Siracusa 3’ Ristagno 89’ | Marcatori | 38’ Arcari |

| Arbitro: | Barone (Lecco) |

|                             |           |                      |
| Magni 30’ Siracusa 62’, 71’ | Marcatori | 4’, 37’, 50’ Bottoni |

### Girone finale lombardo

#### Girone di andata
| Arbitro: | Donati (Milano) |

|              |           |              |
| Brioschi 54’ | Marcatori | 84’ Pasquali |

| Arbitro: | Grignani (Milano) |

|                                  |           |               |
| Campagnoli 12’ Biçaku 86’ (rig.) | Marcatori | 56’ Mostacchi |

| Arbitro: | Negri (Milano) |

|                       |           |                                 |
| Schiffo 51’ Magni 59’ | Marcatori | 15’ (rig.) Galetti 40’ Miracoli |

| 14 maggio 1942 4ª giornata |  | – Riposo |  |  |

| Arbitro: | Lombardi (Milano) |

|                                                        |           |            |
| Legorini 30’, 51’ Galimberti 31’ Viganò 33’ Piazza 70’ | Marcatori | 5’ Pennati |

| Arbitro: | Visentin |

|  |           |           |
|  | Marcatori | 44’ Rossi |

| Arbitro: | Ricci (Pavia) |

|                                                 |           |                              |
| Mulazzi 40’ Mostacchi 46’ (aut.) Meneghetti 73’ | Marcatori | 31’, 52’ Siracusa 62’ Pedani |

#### Girone di ritorno
| Arbitro: | Donati (Milano) |

|                    |           |                          |
| Sala 14’ Messa 90’ | Marcatori | 87’ Schiffo 90’ Siracusa |

| Arbitro: | Barbieri (Milano) |

|                                  |           |            |
| Colombo R. 13’, 49’ Ristagno 69’ | Marcatori | 16’ Biçaku |

| Arbitro: | Zeneri |

|              |           |                    |
| Radaelli 27’ | Marcatori | 85’ (rig.) Schiffo |

| 21 giugno 1942 11ª giornata |  | – Riposo |  |  |

| Arbitro: | Marchetti (Milano) |

|              |           |               |
| Siracusa 48’ | Marcatori | 6’ Galimberti |

| Arbitro: | Morgano (Milano) |

|  |           |                           |
|  | Marcatori | 40’ Colombo R. 69’ Pedani |

| Monza 12 luglio 1942 14ª giornata | Monza            | 0 – 0 referto | Codogno | Campo di via Ghilini\| Arbitro: \| Bandini (Milano) \| |
| Arbitro:                          | Bandini (Milano) |               |         |                                                        |

## Arrivi e partenze
| Acquisti | Acquisti              | Acquisti        | Acquisti              |
| -------- | --------------------- | --------------- | --------------------- |
| C        | Livio Brioschi        | Aldrighetti     | ricorso accettato     |
| D        | Ernesto Cattaneo      | ???             | ???                   |
| D        | Luigi Corbetta        | ???             | ???                   |
| A        | Mario Fossati         | ???             | ???                   |
| P        | Ermenegildo Garanzini | Sant'Angelo     | tesseramento militare |
| C        | Virginio Ginelli      | ???             | ???                   |
| A        | Renzo Sala (II)       | ???             | ???                   |
| C        | Costantino Salomoni   | Magneti Marelli | definitivo            |
| A        | Giuseppe Saronni      | ???             | ???                   |
| D        | Giuseppe Serughetti   | G.C. Sestesi    | definitivo            |
| A        | Aliceto Siracusa      | ???             | ???                   |
| A        | Stucchi               | ???             | ???                   |
| D        | Primo Tagliabue       | ???             | ???                   |

| Cessioni | Cessioni                  | Cessioni | Cessioni          |
| -------- | ------------------------- | -------- | ----------------- |
| -        | Francesco Barni           | ???      | ricorso accettato |
| .        | Giulio Beretta            | ???      | ???               |
| .        | Lino Castelletti          | ???      | ???               |
| .        | Dante Compostella         | ???      | ???               |
| D        | Carlo Farina              | ???      | ???               |
| .        | Luigi Fumagalli           | ???      | ???               |
| P        | Serafino Galbiati         | ???      | ???               |
| .        | Francesco Galdini         | ???      | militare          |
| .        | Luigi Gelosa              | ???      | ???               |
| .        | Fiorano Grassi            | ???      | definitivo        |
| .        | Pierino Mandelli          | ???      | ???               |
| .        | Costantino Mariani        | ???      | ???               |
| .        | Guerrino Mariani          | ???      | militare a Lecco  |
| .        | Attilio Migliavacca       | ???      | ???               |
| D        | Aurelio Piazza            | ???      | ricorso accettato |
| .        | Mario Piazza              | ???      | mil. a San Severo |
| .        | Redaelli                  | ???      | ???               |
| .        | Alfredo Rivolta           | ???      | ???               |
| .        | Cesare Ferdinando Rossini | ???      | ???               |
| .        | Abramo Rovelli            | ???      | ???               |
| .        | Angelo Severgnini         | ???      | ???               |
| .        | Francesco Tamborrino      | ???      | definitivo        |
| .        | Ugo Uboldi                | Singer   | fine prestito     |
| .        | Virginio Vismara          | ???      | ???               |